# Cose da pazzi (film 1939)
Cose da pazzi (Hare-um Scare-um) è un film del 1939 diretto da Ben Hardaway e Cal Dalton. È un cortometraggio d'animazione della serie Merrie Melodies, prodotto dalla Leon Schlesinger Productions e uscito negli Stati Uniti il 12 agosto 1939, distribuito dalla Warner Bros. Nel corto appare per la terza volta il coniglio prototipo di Bugs Bunny, ed è qui raffigurato con un colore grigio anziché bianco, grazie a un redesign di Charles Thorson. Anche in questa occasione, tuttavia, la voce e la risata del coniglio sono ancora molto simili a quelle che avrebbe avuto Picchiarello nella sua prima apparizione, l'anno successivo, nel corto di Andy Panda Knock Knock. In Italia, a partire dalla fine degli anni novanta, il corto è più noto col titolo Figura da coniglio.

## Trama
John Sourpuss, leggendo un giornale, si imbatte in un articolo che afferma che i prezzi della carne sono saliti alle stelle. Arrabbiato, dichiara che si procurerà da solo la carne, e, portando il suo cane con sé, esce per andare a caccia di conigli. Nel bosco, i due si imbattono in un coniglio astuto e lunatico che, oltre a sfuggire alle loro grinfie, gioca loro svariati scherzi. Dopo l'ennesimo dispetto, John afferma di poter battere il coniglio e tutta la sua famiglia, allorché viene malmenato da una miriade di conigli che gli portano via il fucile e lo rompono. Quindi il coniglio gli riporta il fucile rotto e gli consiglia di farlo riparare, e se ne va rimbalzando sulla testa e ridendo follemente. Esaurito dal comportamento del coniglio, John impazzisce e se ne va alla stessa maniera del roditore.

## Finale ritrovato
Dopo l'uscita nei cinema, dal corto fu rimosso il finale, facendolo terminare nel momento in cui i conigli accerchiano John Sourpuss. Il fatto che tale versione terminasse bruscamente fece nascere negli anni svariate speculazioni circa il vero finale del cartone animato. Il 27 aprile 2009 lo storico dell'animazione David Gerstein, dopo aver trovato una stampa originale del film, pubblicò un rapporto sul suo blog che svelò finalmente il vero finale, ipotizzando che la sua rimozione fosse motivata dal fatto che esso era quasi identico a quello di Caccia all'anatra (1938). Il 16 ottobre 2012 il corto è stato incluso, nella sua versione integrale, nel disco 2 del cofanetto DVD e Blu-ray Disc Looney Tunes Platinum Collection: Volume 2 (distribuito solo in America del Nord).

## Distribuzione

### Edizione italiana
Il corto fu distribuito nei cinema italiani dalla DEAR Film il 13 agosto 1963 all'interno del programma Bunny, coniglio dal fiero cipiglio, in lingua originale con sottotitoli in italiano. Fu doppiato in italiano solo alla fine degli anni novanta dalla Time Out Cin.ca per la trasmissione televisiva. Non essendo stata registrata una colonna sonora senza dialoghi, nelle scene parlate la musica fu sostituita. Il doppiaggio venne eseguito sulla versione senza il finale, di cui quindi l'edizione italiana è priva.

### Edizioni home video
Il cortometraggio è incluso come contenuto speciale nell'edizione DVD del film Strisce invisibili. Il corto è presentato nella versione senza il finale, in lingua originale con sottotitoli.

## Curiosità
Il gruppo musicale canadese Harem Scarem prende il nome proprio da Hare-um Scare-um.